# Горохівський ліцей №2
Горохівський ліцей №2 Горохівської міської ради Луцького району (НВК "ЗОШ І-ІІІ ступеня-гімназія" м. Горохів) — ліцей у місті Горохів Луцького району Волинської області.

## Гімн
Слова гімну школи написала вчитель української мови Софія Пилип'юк, музику до нього – вчитель музичного мистецтва Ігор Касько.

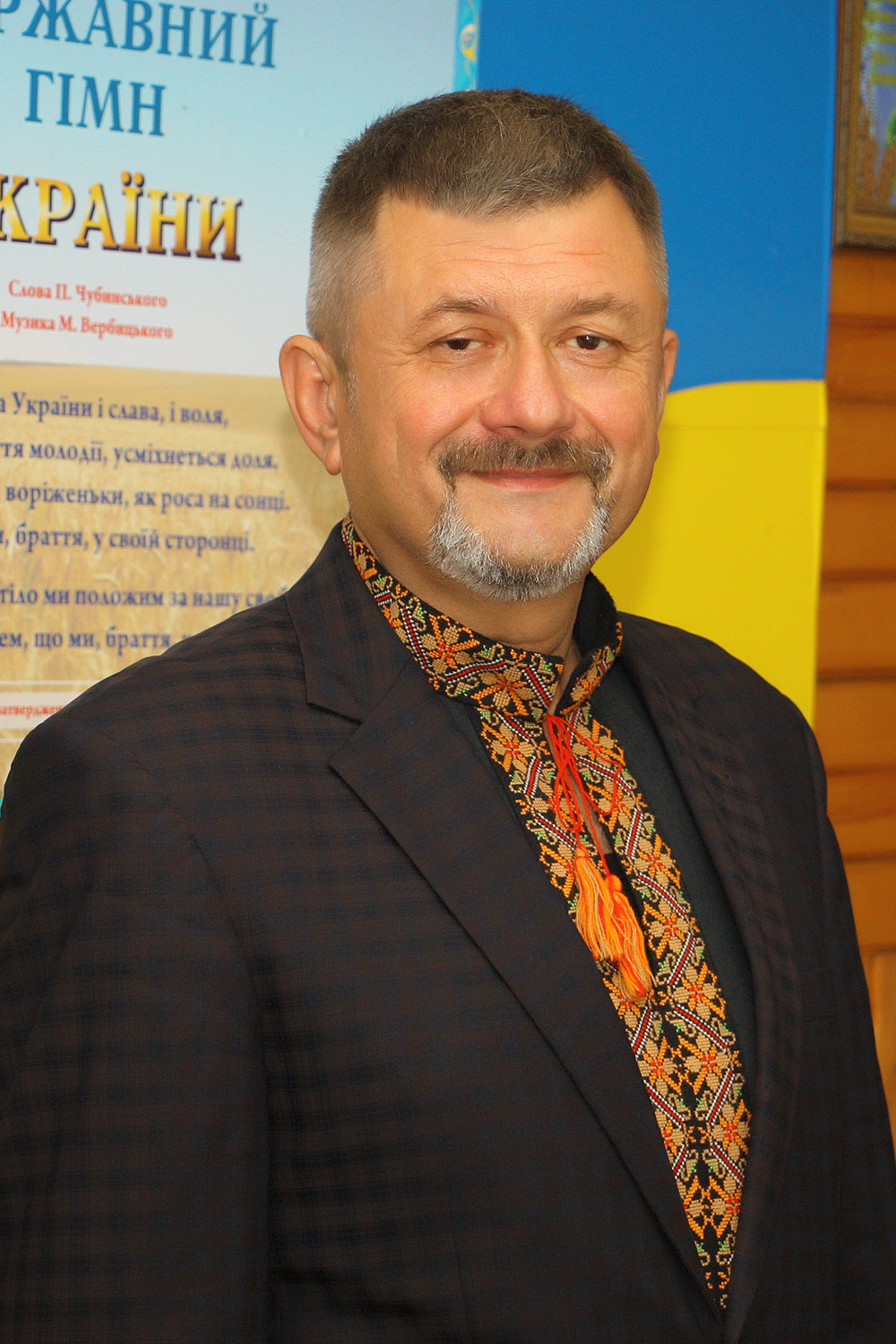
Бочковський Валентин Дмитрович, директор школи

Гордо здійнявсь над містом
Нашої школи прапор.
Міцності знань колиска,
Творчого духу напрям.

Приспів:
Школо рідна моя!
Тут мужнію й зростаю я,
Мудрості навчаюсь й доброти,
Щоб в житті сягнути висоти.
Щоб знання міцні твої
З гордістю між люди понести.

Школа дає нам крила,
Силу гартує в праці,
Вчить напинать вітрила,
Здійснювать мрії крилаті
Школа міцна знаннями,
Мудрістю і вчителями.
Хай же повік не згасне
Славне її ім'я.
1. ↑  Головна. school2.edua.info. Процитовано 28 лютого 2025.
2. ↑  Головна. school2.edua.info. Процитовано 28 лютого 2025.